# SD戦国武将列伝 烈火のごとく天下を盗れ!
『SD戦国武将列伝 烈火のごとく天下を盗れ!』（えすでぃせんごくぶしょうれつでん~れっかのごとくてんかをとれ~）は、1990年9月8日にバンプレストが発売した日本の戦国時代をテーマとしたコンピュータシミュレーションゲーム。

## 内容
当時発売されていたカードダスのSD戦国武将列伝シリーズのカードを元に、1570年の日本で49カ国いる戦国大名を選んで能力値を決定、季節ごとに命令を出し内政で国を裕福にしながら戦争で国を取り全国制覇を目指す内容。
本作はコーエーの『信長の野望シリーズ』などの歴史シミュレーションゲームの様に、有力大名が勢力を伸ばす展開とは異なり、弱小大名が一大勢力に伸し上がる事が多々ある。ナムコの『独眼竜政宗』のようなシンプルな歴史シミュレーションゲームであるが、序盤の難易度は高く後半になると各パラメーターが全て最高値に達するため、内政のしようが無く戦争の繰り返しになりがちである。最大の特徴としてSDカードを引くというコマンドがあり、これにより災害（中には5月病等の現代病もある）、アクシデント、跡継ぎ問題（ゲームオーバー）等を回避など有利に発生するイベントが起こる。

1人用ゲームで、自国である国にしか指示を出せず属国にはお金持ち・軍事国家・普通の国・石高あげるの4つしか指示を出せない。
戦争では、武将、足軽、騎馬、弓、鉄砲、槍を操作して戦う。戦争のコマンドは、移動、攻撃、間接攻撃（弓、鉄砲）待機の4種類。移動は1マス（騎馬は2マス）ずつで、コマンド操作は1部隊1ターンにつき1回だけできる。戦争中における勝利の条件は、「敵の足軽と武力を0にする」「自分が退却する」「守備側が30日間持ちこたえる」。また、どちらかの足軽隊が0の場合に、一騎討ちの申し込みができる。
COM大名を暗殺、寿命が尽きると戦国オークションが開かれ1番お金を入札したものが国を手に入れる事ができる。

## 合戦で登場する部隊
足軽（武将）槍
防御力、攻撃力も低い。足軽が0になると、武将の武力になる。
騎馬
攻撃力、防御力も高く、唯一2マス移動できる。
弓隊、鉄砲
遠隔攻撃ができる。（弓3、鉄砲5）近ければ威力もアップする。鉄砲は弾があり、0になると遠隔攻撃ができなくなる。

## カード
- 災害防止系カード - 越前屋カード、旅芸人の一座カード、富山の薬売りカード、白雲斎カード、人夫カード、災害が起きた際に持っていると、未然に被害を防止してくれる。特に「嫡男誕生カード」はゲームオーバーを防ぐため、必ず引いて置かなければならない。
- アクシデント系カード - 毒、タイの天ぷらカード、スペイン国王等。1ターンパスや金を取られる。ザビエルカードがあれば毒、イギリス女王カードがあればスペイン国王を未然に防げる。
- 発生型カード - 宮本武蔵、塚原卜伝、部隊カード、濃姫、淀殿、細川ガラシャ、農民カード等。訓練度や石高が上がる、兵が増える等引くだけで自然に発生する。濃姫、淀殿、ガラシャにはプレイヤーの男前が上がるというハズレもある。
- コマンド代用カード - 金山、忍者カード。忍者に関しては、全策略がタダになる等の特典がある。
- 一休カード - 坊主めくりをする。10枚の中から一枚を取り、お姫様がでると、属国が一国増え和尚だと一国減り、一休だと米1000が与えられる。
- 戦争補助型カード- プレイヤー大名の代わりに戦争に行く武将カード、攻め込んだ国の城の地形効果を下げる大工カード、攻め込まれた本国の城の地形効果を上げる城カードと戦争で効果を発揮するカード。